# Directoire du département
Le directoire du département est le nom de l'exécutif d'un département français, en 1790. Il est composé de huit personnes, siégeant en permanence, et nommées par les trente-six membres du conseil de département (ou « administration de département ») dont il fait partie. Les directoires des divers départements français sont remplacés en 1800 par les préfets.

## Structure
Le décret de la division de la France en départements du 22 décembre 1789 institue le « directoire de département » de huit membres, au sein d'une administration de chaque département appelée « administration de département » composée d'un total de trente-six membres : 
- les huit membres du directoire, élus par les membres de chaque administration de département ;
- les vingt-huit membres d'un « conseil de département », qui ne siégeait quant à lui qu'annuellement, et d'une durée limitée à un mois.